# Drosophila planitibia (artgrupp)
Drosophila planitibia är en artgrupp inom släktet Drosophila och undersläktet Hawaiian Drosophila. Artgruppen består av fyra artundergrupper och totalt 18 arter.

## Artundergruppencyrtoloma

### Artkomplexetcyrtoloma
- Drosophila cyrtoloma (Hardy, 1969)
- Drosophila hanaulae (Hardy, 1969)
- Drosophila ingens (Hardy & Kaneshiro, 1971)
- Drosophila melanocephala Hardy, 1966
- Drosophila neoperkinsi Hardy & Kaneshiro, 1968)
- Drosophila oahuensis Grimshaw, 1901
- Drosophila obscuripes Grimshaw, 1901

## Artundergruppenneopicta

### Artkomplexetneopicta
- Drosophila neopicta (Hardy & Kaneshiro, 1968)
- Drosophila nigribasis (Hardy, 1969)
- Drosophila substenoptera (Hardy, 1969)

## Artundergruppenpicticornis

### Artkomplexetpicticornis
- Drosophila picticornis (Grimshaw, 1901)
- Drosophila setosifrons (Hardy & Kaneshiro, 1968)

## Artundergruppenplanitibia

### Artkomplexetplanitibia
- Drosophila differens (Hardy & Kaneshiro, 1975)
- Drosophila hemipeza Hardy, 1965
- Drosophila heteroneura Perkins, 1910
- Drosophila silvestris Perkins, 1910

### Övriga arter
- Drosophila pilipa Magnacca, 2012
- Drosophila planitibia Hardy, 1966